# トッコ・ジュン
トッコ・ジュン（독고준、獨孤俊／本名: 전성우(全成宇)、1980年5月29日 - ）は大韓民国の 俳優。父は俳優のトッコ・ヨンジェ、祖父は俳優のトッコ・ソン。ソウル芸術大学 放送芸能科を卒業し、2003年にSBS公採 10期タレントでデビュー。

## 演技活動
ドラマ
- 2007年 『색시몽』 ワン・スチョル 役
- 2005年
  - 『選択』SBS
  - 『土地』 복이 役, SBS
- 2004年 『サンシャイン・オブ・ラブ』SBS

映画
- 2012年 『風と共に去りぬ』チョ・サンジン 役
- 2008年 『1724妓房乱闘事件』
- 2007年 『미친 거 아니야』 キム記者 役
- 1998年 『KKA』

演劇
- 『리어왕』

## 受賞
- 2003年 SBS トップタレント選抜大会 10期公採新人